# Тім О'Райлі
Тім О’Райлі (англ. Tim O'Reilly; нар. 6 червня 1954) — засновник компанії «O'Reilly Media», яка підтримує безкоштовне програмне забезпечення та є прихильником руху за вільне програмне забезпечення.

## Життєпис
Народився в графстві Корк Ірландія як третьою дитиною із семи в сім'ї. Уже через шість тижнів після народження родина О’Райлі переїжджає до Каліфорнії.
Тім цікавився літературою ще в коледжі, але після закінчення Гарвардського коледжу з відзнакою в 1975 зацікавився сферою користувацьких комп'ютерних документацій. У 1978 заснував приватну компанію «О’Райлі медіа» (спочатку «О’Райлі і компанія»), яка займалася створенням технічної документації на замовлення. Згодом вона переросла в передове видавництво технічної літератури та в компанію, яка організовує конференції. Сам О'Райлі характеризує свою компанію не як онлайн-видавництво, чи як організатор конференцій (хоче цим вона теж займається), а як компанію, котра розповсюджує знання про передові технології з метою «змінювати світ поширюючи інноваційні знання». О’Райлі входить до ради директорів компаній «CollabNet» та «MySQL AB», а також — «Macromedia» до 2005 року, коли вона злилась з «Adobe».  Він також є членом ради директорів державної організації «Code for America».

## Суперечки
О’Райлі неодноразово вступав в суперечки із компаніями, щоб захистити важливі технології від узурпації окремими фірмами (Amazon.com з патентом 1-клік) або проти недобросовісної поведінки софтверних компаній по відношенню до своїх клієнтів (кампанія протесту проти лімітування конектів у новій версії Windows NT Workstations).

### Боротьба заWindows NT Workstation
В 1996 О’Райлі опублікував відкритий лист, який стосувався лімітування конектів (до десяти конектів до сервера) в TCP/IP NT Workstations. Лист адресувався міністерству юстиції США, Білу Гейтсу та CNN.

Все почалося з бета-тестування нової Windows NT. Під час якого було виявлено, що збірка Workstation містить обмеження на кількість унікальних IP з яких можуть здійснюватися запити до сервера. Таким чином цей ліміт робить дану версію не конкурентоздатною.
Це зразу викликало шквал обурення. На думку О’Райлі таке рішення Microsoft сильно послабить розвиток інтернету, який тільки набирав обертів. А саме тому, що більшість провайдерів, малих підприємців, веброзробників, ентузіастів використовували саме збірку Workstation, а не Server, тому що збірка Server в три рази дорожче (999$ проти 299$). Зрозуміло, що із новим обмеженням всім довелося б або перейти на збірку Server, або на іншу ОС.
Масові обурення інтернет-спільноти змусили софтверного гіганта відступити. 19 липня 1996, Microsoft опублікував прес-реліз, в якому все списав на те, що таке обмеження начебто робило багато скриптів несумісними з новою ОС і саме через це вони переглянуть даний ліміт.
|                                                    | Microsoft believes this decision is in the best interests of the large number of customers who are planning to base their Internet and intranet solutions on Windows NT. This decision will also help customers deploying distributed peer-to-peer applications. During the beta period, Microsoft found that various user scenarios were affected by the proposed limits in the TCP/IP stack. |
| — REDMOND, Wash. - July 19, 1996 - Microsoft Corp, | |

### Патентування компанієюAmazon.com, Incтехнології 1-клік
В жовтні 1999 Amazon.com подав позов проти Barnes & Noble за використання принципу 1-клік на який Amazon мав патент. Через це «Фонд вільного програмного забезпечення» оголосив бойкот, який тривав аж до 2002 року.
28 лютого 2000 Тім О’Райлі опублікував відкрите звернення до Amazon.com, Inc, в якому заявив, що не хоче боротися з ними, але в той же час відмітив, що патентування принципу 1-клік є яскравим прикладом маразматичного захисту інтелектуальної власності. І вже 29 лютого генеральний директор Amazon.com Джефф Безос зв’язався з паном О’Райлі, щоб пролити світло на ситуацію, що склалася. 9 березня Джефф Безос публікує відкритий лист, в якому дякує О’Райлі та іншим небайдужим людям, які конструктивно висловилися стосовно ситуації що склалася і визнав, що справді щось не так із системою патентування в США і їй необхідне реформування.
18 жовтня Тім О’Райлі і Джефф Безос підтримали вебсайт BountyQuest, на якому люди мали можливість розміщувати оголошення відносно технологій із винагородами за інформацію, яка доводила б що дана технологія використовувалася раніше ніж вказано в патенті на цю технологію, тобто практично спростовувати патент на технологію. На цьому ресурсі О’Райлі розмістив оголошення, що пропонує 10 000$ за інформацію, яка доводить, що технології 1-клік використовували до 28 серпня 1997 року.